# Аслінг
Аслінг (нім. Aßling) — громада в Німеччині, розташована в землі Баварія. Підпорядковується адміністративному округу Верхня Баварія. Входить до складу району Еберсберг. Центр об'єднання громад Аслінг.
Площа — 31,38 км2. Населення становить 4554 ос. (станом на 31 грудня 2020).